# Impatiens pradhanii
Impatiens pradhanii là một loài thực vật có hoa trong họ Bóng nước. Loài này được H.Hara mô tả khoa học đầu tiên năm 1965.